# Müllner Schanze

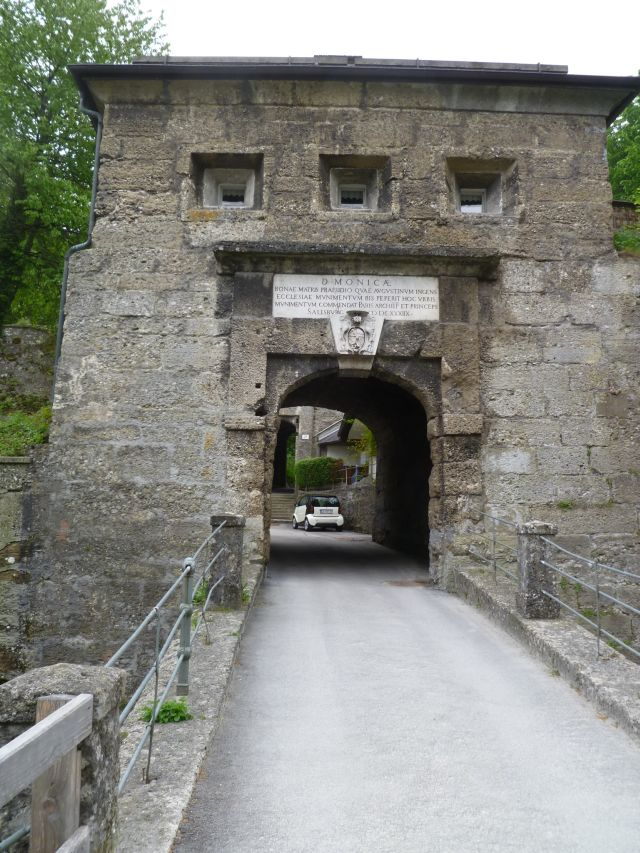
Monikapforte

Die Müllner Schanze ist ein aus der ersten Hälfte des 17. Jahrhunderts stammendes Wehrbauwerk am Nordende des Mönchsberges in der Stadt Salzburg und wurde unter Fürsterzbischof Paris Lodron als Teil der damaligen Befestigungen der Stadt Salzburg angelegt. Sie sicherte als Teil der Lodronschen Stadtmauer gemeinsam mit dem nächstgelegenen Klausentor im Nordwesten die Stadt vor einem allfälligen feindlichen Angriff. Die Müllner Schanze bezieht in den Außenwerken den Norden des Mönchsberges und endet im Osten beim Klausenkavalier (heute Humboldtterrasse), im Westen mit dem Wartelstein-Kavalier (unter dem Johannisschlössl).

## Geschichte

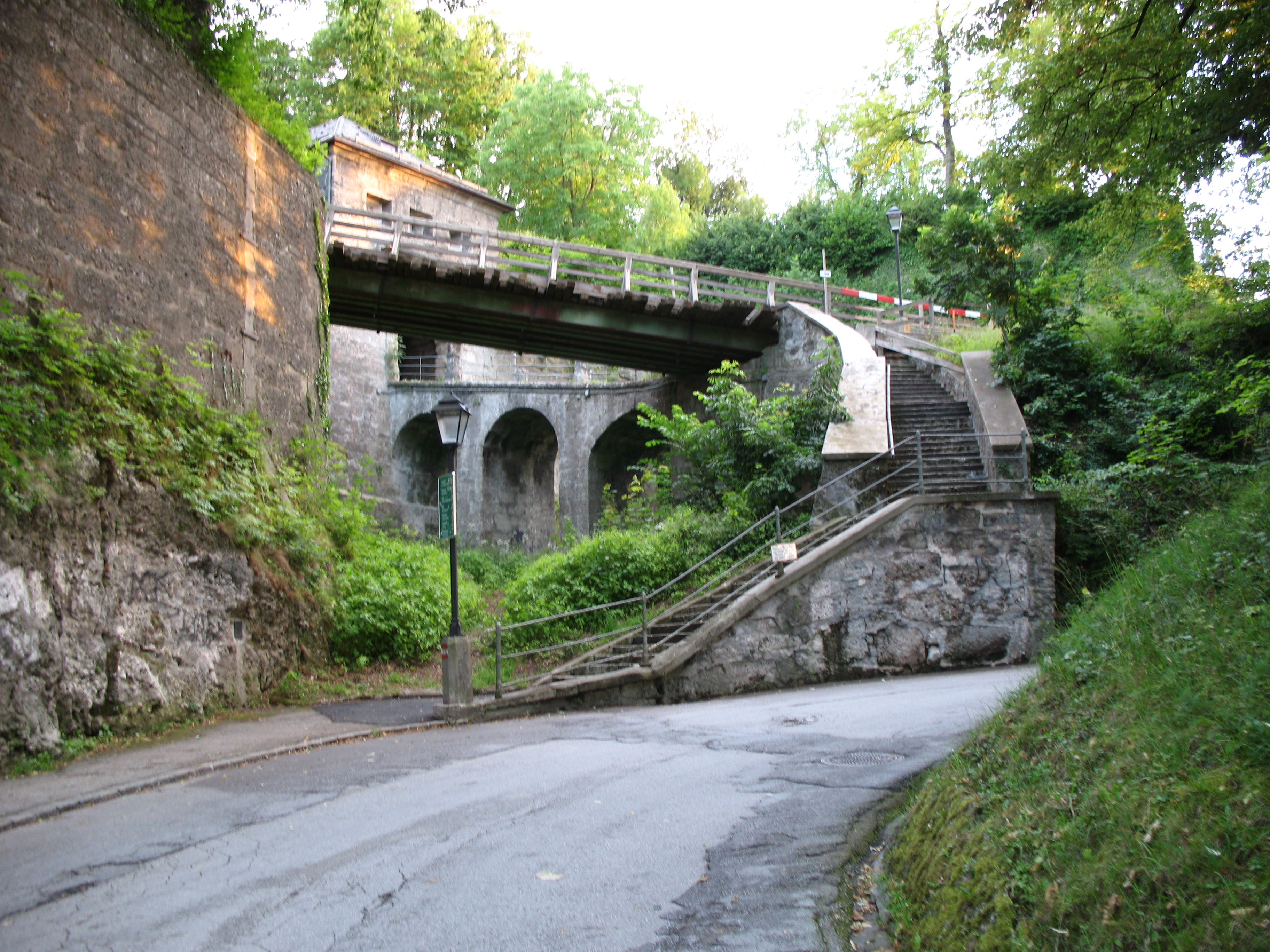
Müllner Schanze

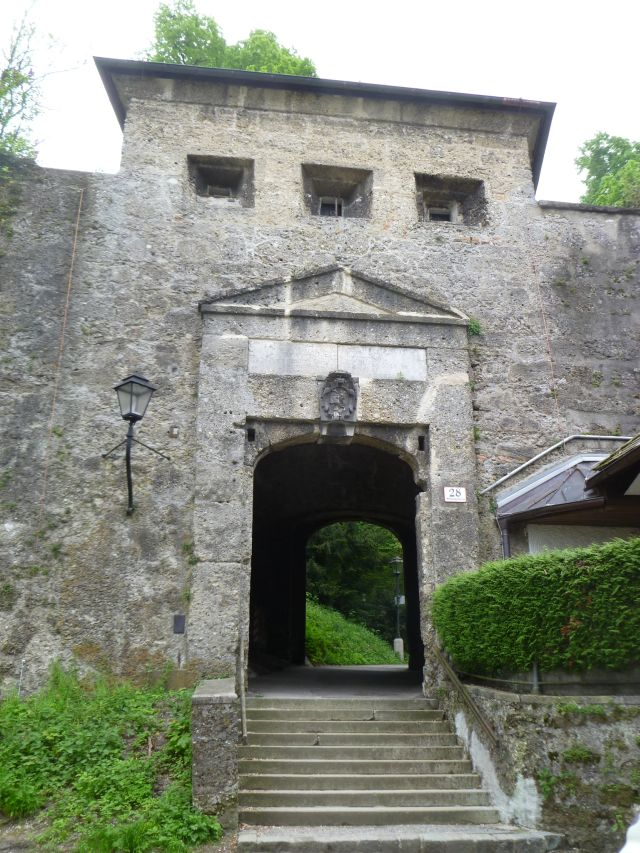
Augustinerpforte

Im Jahr 1621 wurde unter Leitung des bekannten Dombaumeisters Santino Solari vorerst die unterste Schanzanlage errichtet. Der Berg wurde dabei so bearbeitet, dass gleichmäßig geneigte steile Flanken bis zur Müllner Hauptstraße und zur Augustinergasse hin entstanden. 1622 und 1623 erfolgte oberhalb der unteren Schanze zuerst der Bau der Augustinerpforte. 1638 errichtete Erzbischof Paris Lodron schließlich die untere Monikapforte als Ergänzung und Verstärkung der Augustinerpforte. Die nächstgelegene Kirche in Mülln ist dem Heiligen Augustinus von Hippo geweiht, weshalb die Benennung nach diesem antiken Kirchenvater verständlich ist. Die Heilige Monika ist bekanntlich die Mutter des heiligen Augustinus. Die beiden katholischen Heiligen sollten symbolisch die alte Wehranlage gegen einen Angriff der feindlichen (protestantischen) Heere verstärken.
Vor den Mauern dieser Wehranlage wurde zur Verstärkung derselben ein neuer tiefer Graben in einer Breite 7 bis 10 m durch Abbau des Konglomeratfelsens geschaffen. Am Ende des Dreißigjährigen Krieges war damit die Schanzanlage damit durch drei in der Höhe gestaffelte Befestigungsebenen gesichert.
1895 errichteten der Bankier Karl Leitner und Basilius von Paschkoff die heutige Fahrstraße auf den Mönchsberg, die quer durch die alte Schanzanlage führt, wodurch die alte Wehranlage der Müllner Pforte arg beeinträchtigt wurde. Schon zuvor war kurz nach 1860 vor der Monikapforte eine zuerst schmale und später von Paschkoff verbreiterte Fahrstraße in geringerer Steigung als zuvor angelegt worden.

## Die Müllner Schanze heute
In den letzten Jahren wurde wiederholt die Wiederherstellung der alten Wehranlage gefordert. Dabei soll die Straße auf den Mönchsberg in einem kurzen Teilstück als Tunnel unter der alten Schanzanlage hindurch geführt werden. Die Müllner Schanze ist heute als dreistufige Wehranlage nördlich der Alpen einzigartig und daher kulturgeschichtlich besonders bedeutsam. Der untere weitläufige Wehrgraben ist derzeit allerdings nur unterhalb der Torbrücke zur Monikapforte im teilweise sichtbar, wenngleich auch hier der Wehrgraben gut 4 m eingeschüttet ist. Ansonsten wurde dieser Wehrgraben fast vollständig zugeschüttet. Er könnte im Zuge einer Restauration problemlos wieder großteils hergestellt werden. Bei Errichtung eines Tunnels kann auch die sehr störende, bis fünf Meter hohe Straßenrampe auf der mittleren Schanzanlage wieder entfernt werden.